# Nissan Zeod RC
La Nissan Zeod RC è un'autovettura da competizione sviluppata dalla casa giapponese Nissan nel 2013 per prendere parte alla 24 Ore di Le Mans.

## Sviluppo
La vettura è stata sviluppata per competere nella 24 Ore di Le Mans 2014, la prima a trazione elettrica. La presentazione è avvenuta presso il centro sviluppo della Nismo presso la città di Yokohama.

## Tecnica
Come base è stato impiegato il prototipo Nissan DeltaWing, dal quale riprende la particolare conformazione telaistica. L'abitacolo ora è chiuso ed è stata aggiunta una nuova appendice aerodinamica nella parte posteriore. Il propulsore elettrico, in grado di spingere la vettura ad una velocità superiore ai 300 km/h, è alimentato da una serie di batterie derivate dalla Nissan Leaf, come il sistema di recupero dell'energia frenante. Gli pneumatici sono della Michelin. Il motore termico è un 3 cilindri turbo Nissan DIG-T R da 1,5 litri capace di sviluppare 400cv e 380Nm di coppia, e pesa solo 40kg..

## Record
Il 14 giugno 2014 durante il warm-up la Nissan Zeod RC è riuscita a completare per la prima volta nella storia della 24 ore di Le Mans un intero giro del Circuit de la Sarthe in modalità completamente elettrica, segnando un tempo di 4 minuti e 22 secondi, ed è riuscita  a raggiungere i 300 km/h in rettilineo.

## Attività sportiva
Il 14 giugno 2014 la Zeod esordì alla 24 Ore di Le Mans. I piloti erano Lucas Ordónez, Wolfgang Reip e Satoshi Motoyama. Al quinto giro la vettura fu costretta al ritiro per la rottura del cambio..